# Carchi
Carchi (uttal: [ˈkaɾtʃi]) är en provins i norra Ecuador, där den administrativa huvudorten är Tulcán. Befolkningen var 2022 enligt folkräkningen 172 828 invånare, på en yta av 3 776 kvadratkilometer. Stora delar av provinsen ligger på den andinska högslätten, med ett böljande och öppet odlingslandskap.

## Geografi
Provinsen är belägen i den nordligaste delen av landet, längs med gränsen till Colombia. Geografin kännetecknas i öster av öppna högslätter och Andernas skogbeklädda sluttningar i väster.
Carchifloden rinner upp på sluttningen av vulkanen Chiles, på gränsen mellan Ecuador och Colombia.

## Historia
Carchiprovinsen har upplevet ett antal olika migrationsepoker, och området inlemmades i Inkariket under  Huayna Cápac, i början av 1500-talet. I mitten av 1530-talet syntes de första européerna i området, vilket därefter erövrades av spanska conquistadorer under ledning av Sebastián de Belalcázar år 1536.
Efter de latinamerikanska frihetskrigen i början av 1800-talet integrerades hela Ecuador inledningsvis i Storcolombia. Därefter etablerades 1824 provinsen Imbabura, som inledningsvis även inkluderade den nuvarande Carchiprovinsens territorium. 1880 skapades Carchi som landet Ecuadors trettonde provins (inledningsvis under namnet Veintemilla, namnbytt fyra år senare).

## Administrativ indelning
Provinsen, en av de geografiskt minsta i landet, är indelad i sex kantoner. Nedan listas de olika kantonerna, deras, invånarantal 2019 samt yta och centralort.
| Kanton             | Bef. (2019) | Area (km²) | Centralort  |
| ------------------ | ----------- | ---------- | ----------- |
| Bolívar            | 15 500      | 353        | Bolívar     |
| Espejo             | 13 860      | 554        | El Ángel    |
| Mira               | 12 070      | 588        | Mira        |
| Montúfar           | 34 030      | 383        | San Gabriel |
| San Pedro de Huaca | 8 840       | 71         | Huaca       |
| Tulcán             | 101 230     | 1,801      | Tulcán      |

## Ekonomi och infrastruktur
Provinsens ekonomi är baserad på industri och jordbruk. Bland annat produceras livsmedel, drycker, tobak och mejeriprodukter. Potatis och majs är två av de mest utbredda grödorna, och provinsen står för cirka 40 procent av hela Ecuadors produktion av potatis. Även vete, havre, kokbanan och banan odlas.
Provinsen är även inkörsport för Ecuadors turism med ursprung norrifrån. Genom Rumichacabron löper den viktigaste landrutten mellan de båda länderna.

## Befolkning
Provinsens centralort och största stad är Tulcán, med en knapp tredjedel av befolkningen.

### Etnicitet
Provinsens befolkning räknas till allra största delen som mestiser.
- Mestiser – 86 %[8]
- Afro-ecuadorianer – 4 %[8]
- Inhemska folk – 3 %[8]
- Vita – 5 %[8]
- Mulatt – 2 %[8]

## Galleri

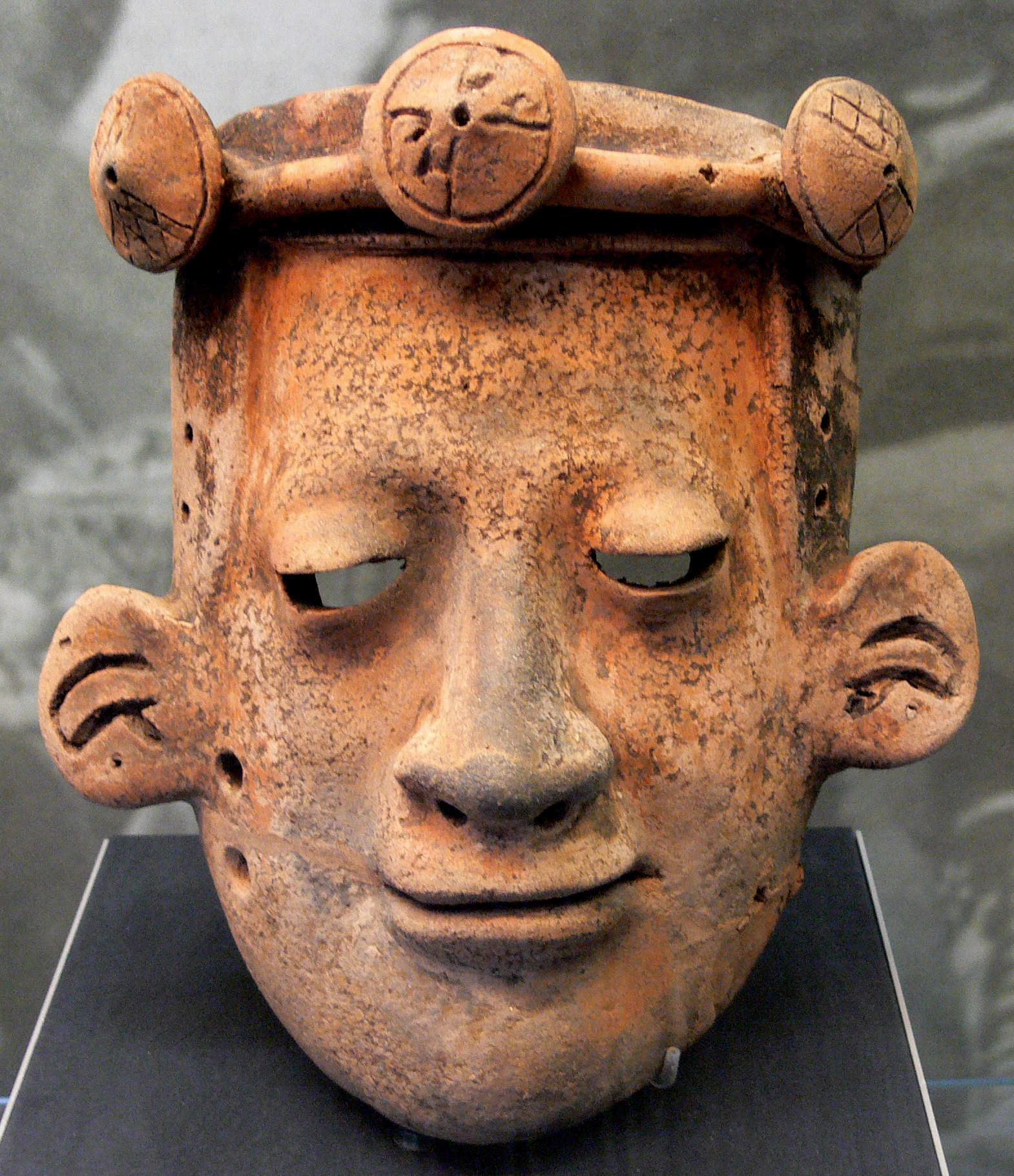
Keramikmask daterad till mellan år 700 och 1480 e.Kr.
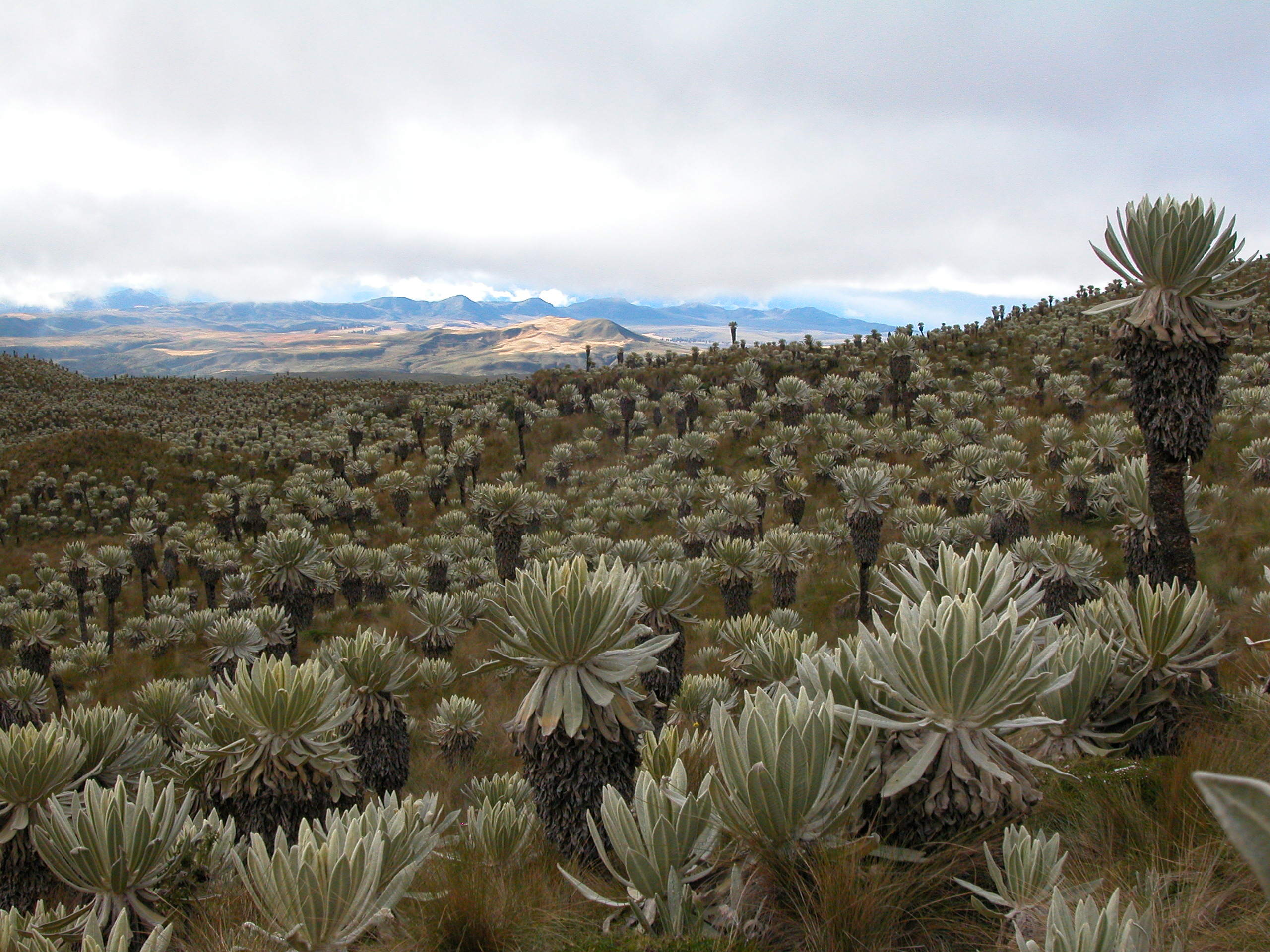
Hed med Espletia-plantor i naturreservatet El Ángel.
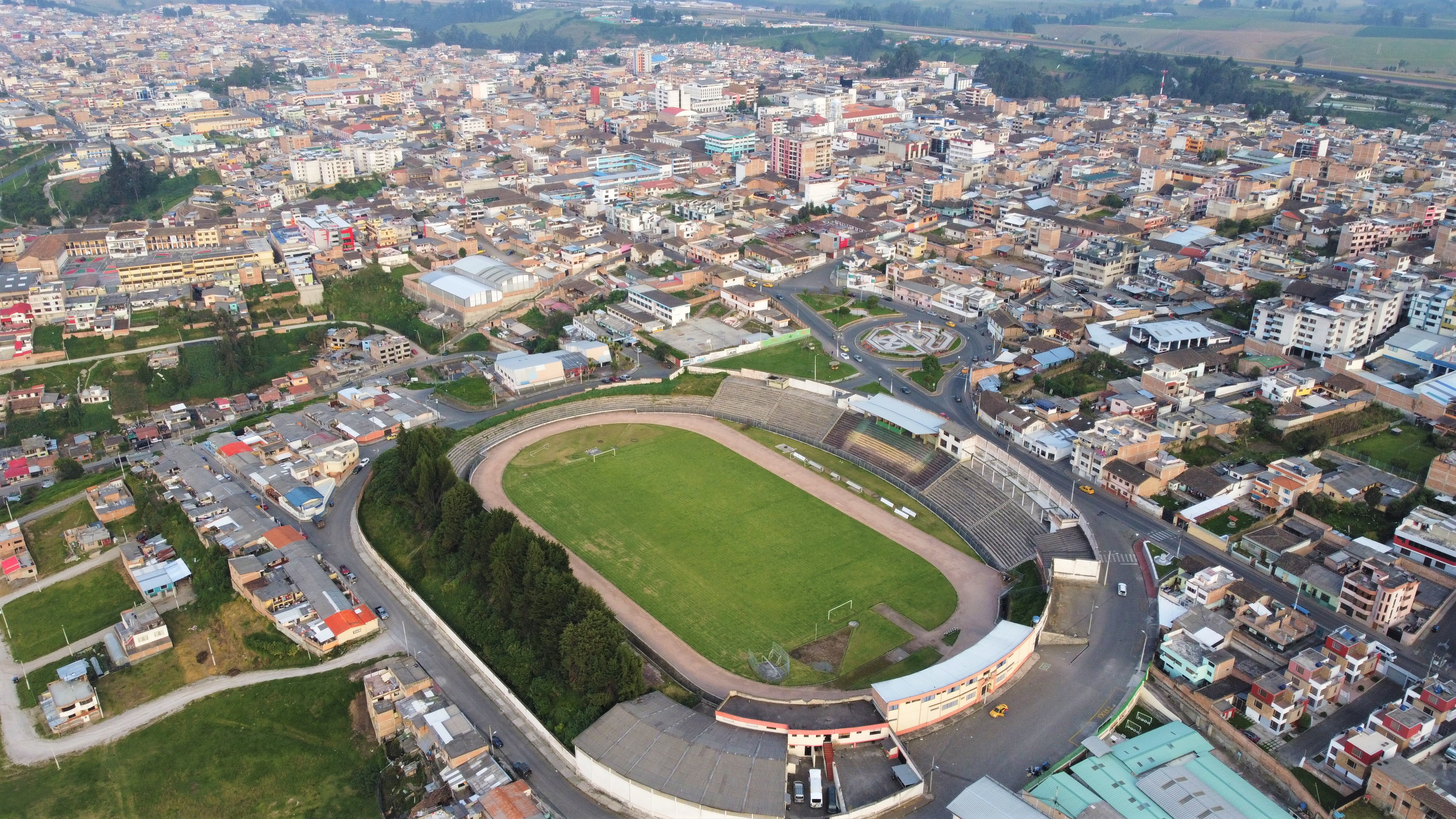
Tulćan är provinshuvudstad.
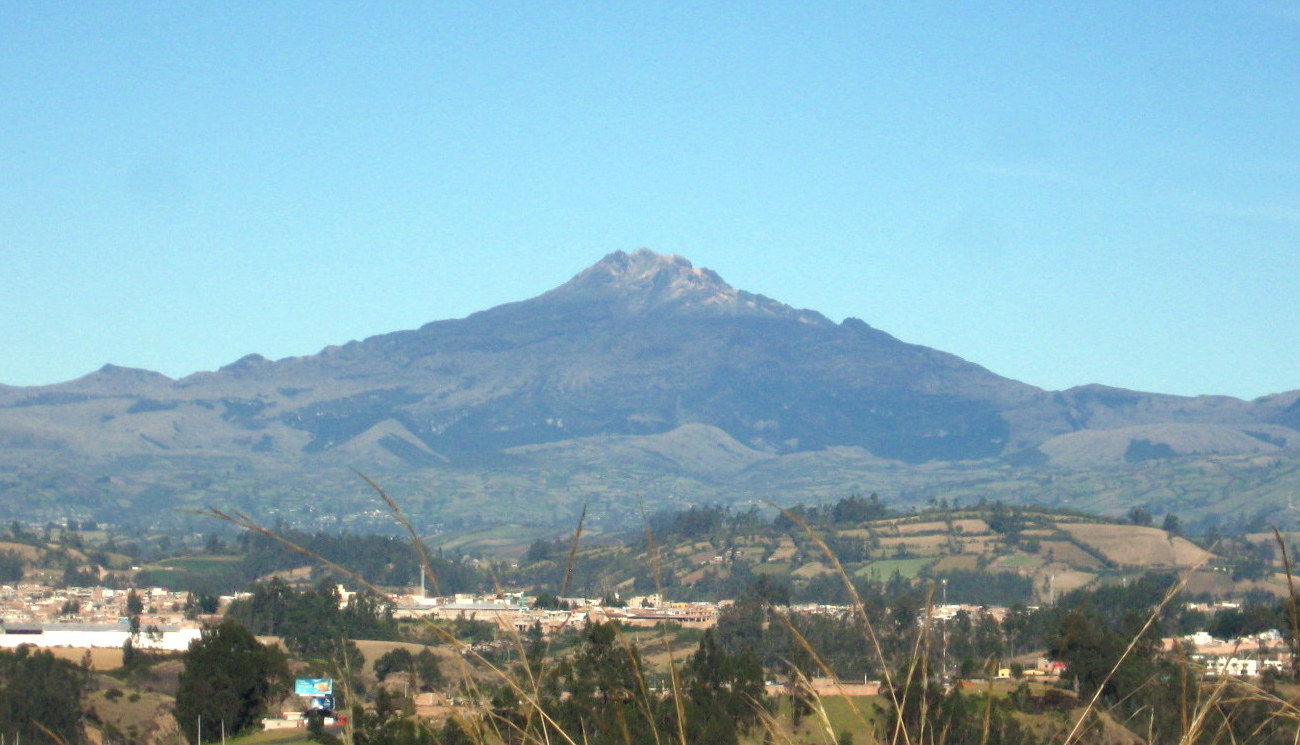
Chiles-vulkanen, på gränsen till Colombia.
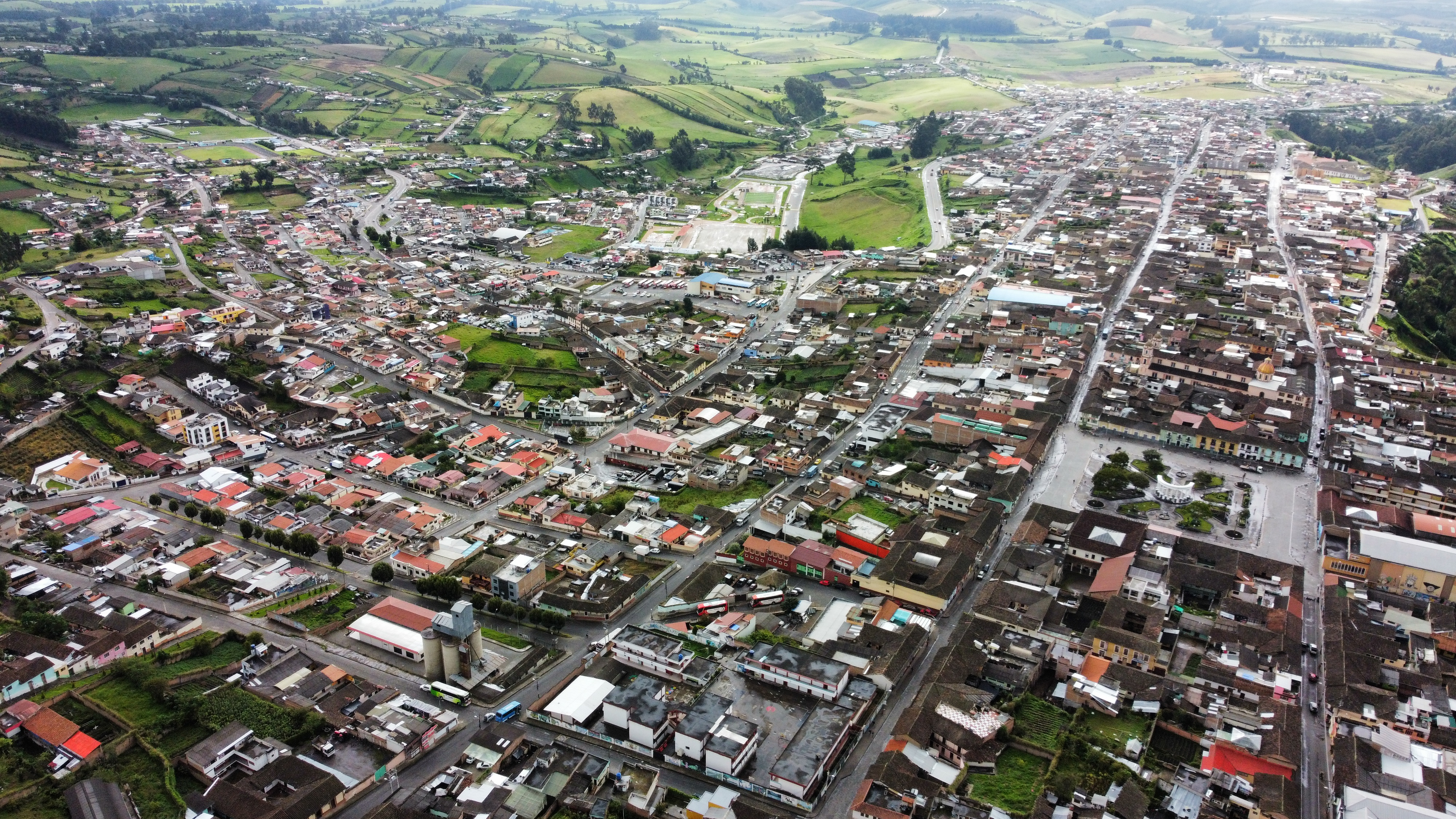
San Gabriel, näst största stad i provinsen.